# نوارتیس

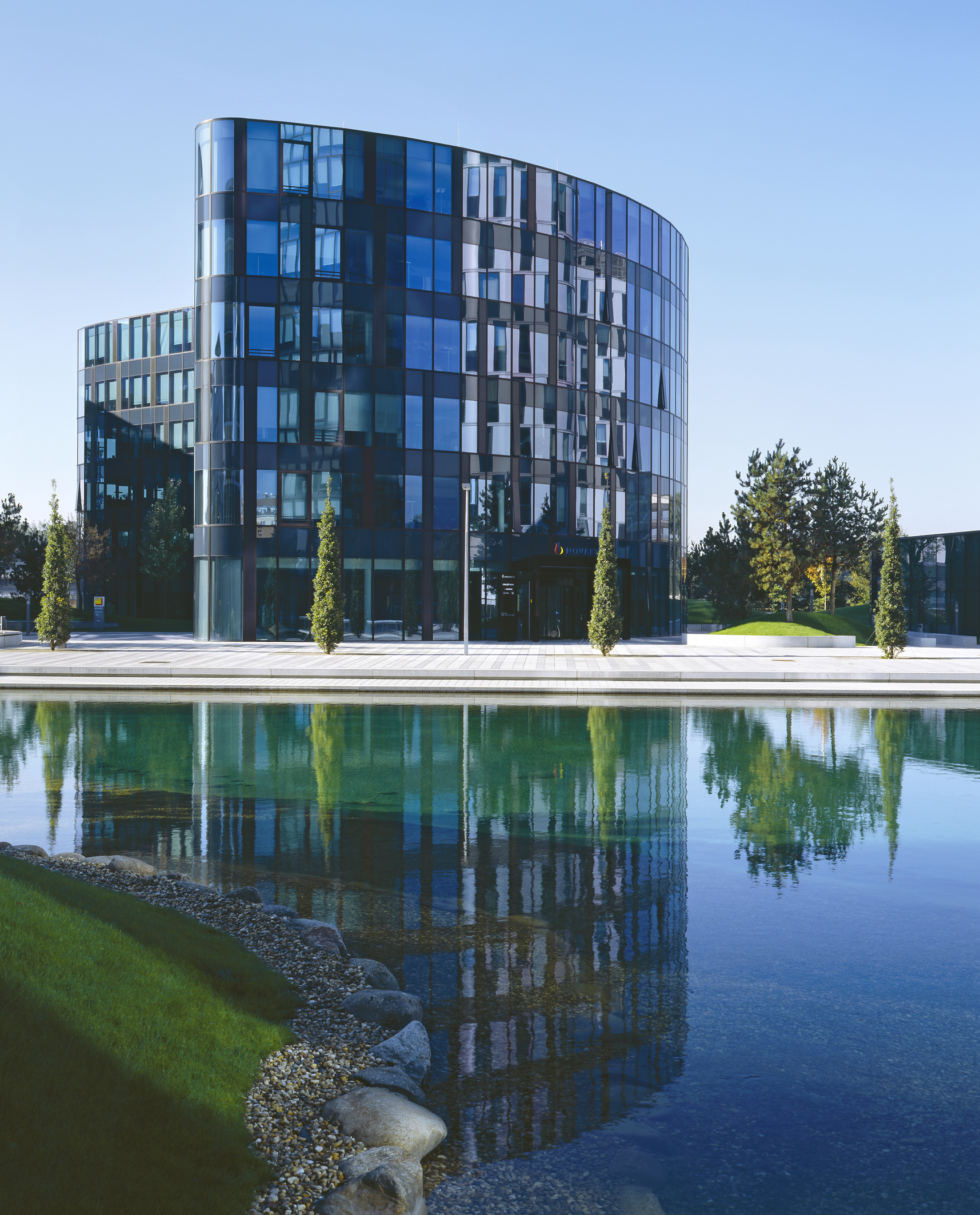
ساختمان اداری نوارتیس در اتریش

نوارتیس اینترنشنال آگ (به انگلیسی: Novartis International AG) شرکت داروسازی چندملیتی سوئیسی مستقر در بازل است، که از نظر میزان فروش، رتبه دوم از بزرگ‌ترین شرکت‌های داروسازی جهان را، به خود اختصاص داده است.
نوارتیس در زمینه تولید داروهایی مانند: کلوزاپین، دیکلوفناک، کاربامازپین، والزارتان، سیکلوسپورین، متیل فنیدات (ریتالین)، تربینافین و غیره فعالیت می‌نماید. در سال ۲۰۱۰ میزان فروش این شرکت بالغ بر ۴۶٫۸۰۶ میلیارد دلار برآورد شده است.

## تاریخچه

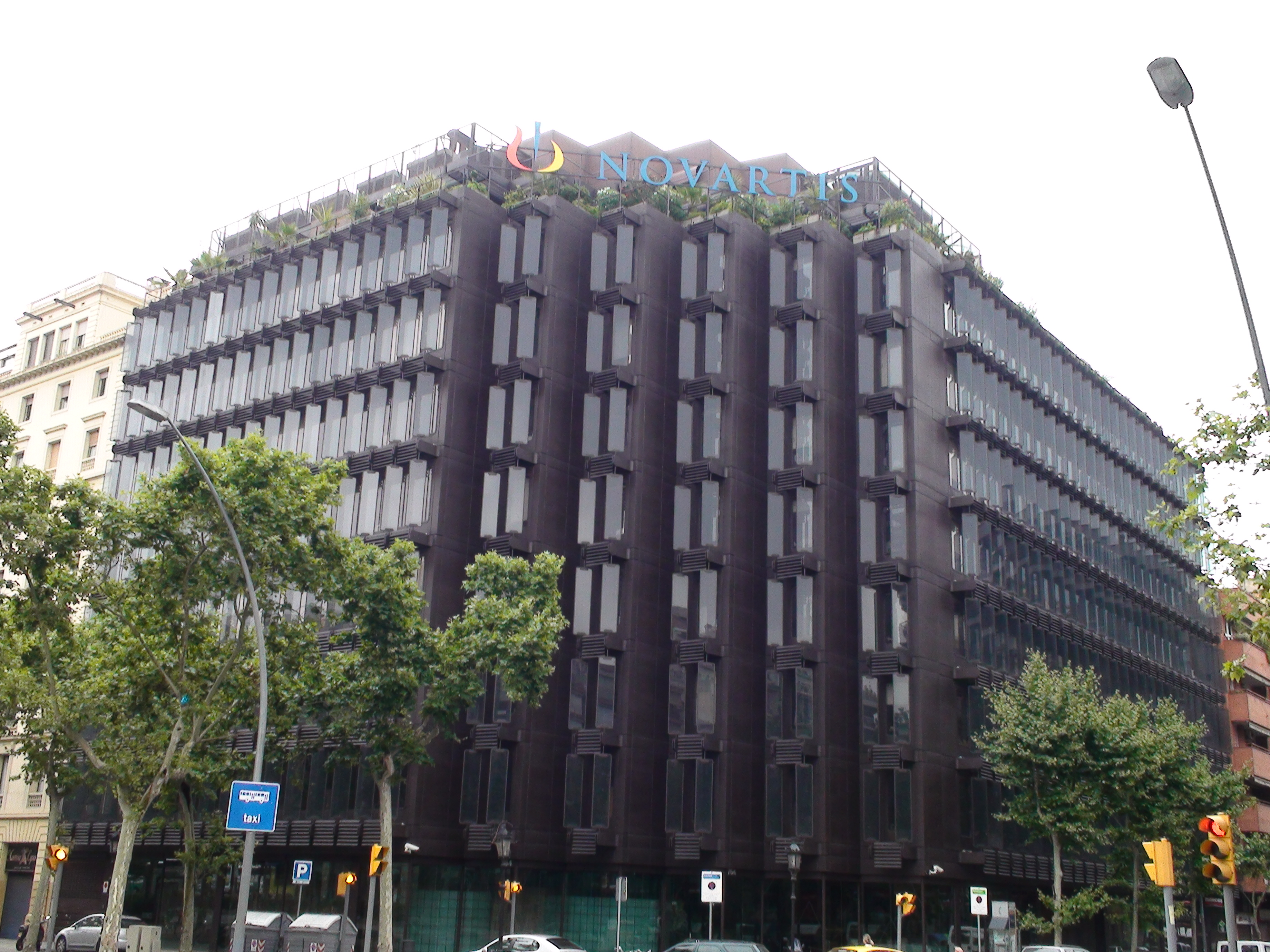
ساختمان اداری نوارتیس شعبه بارسلون

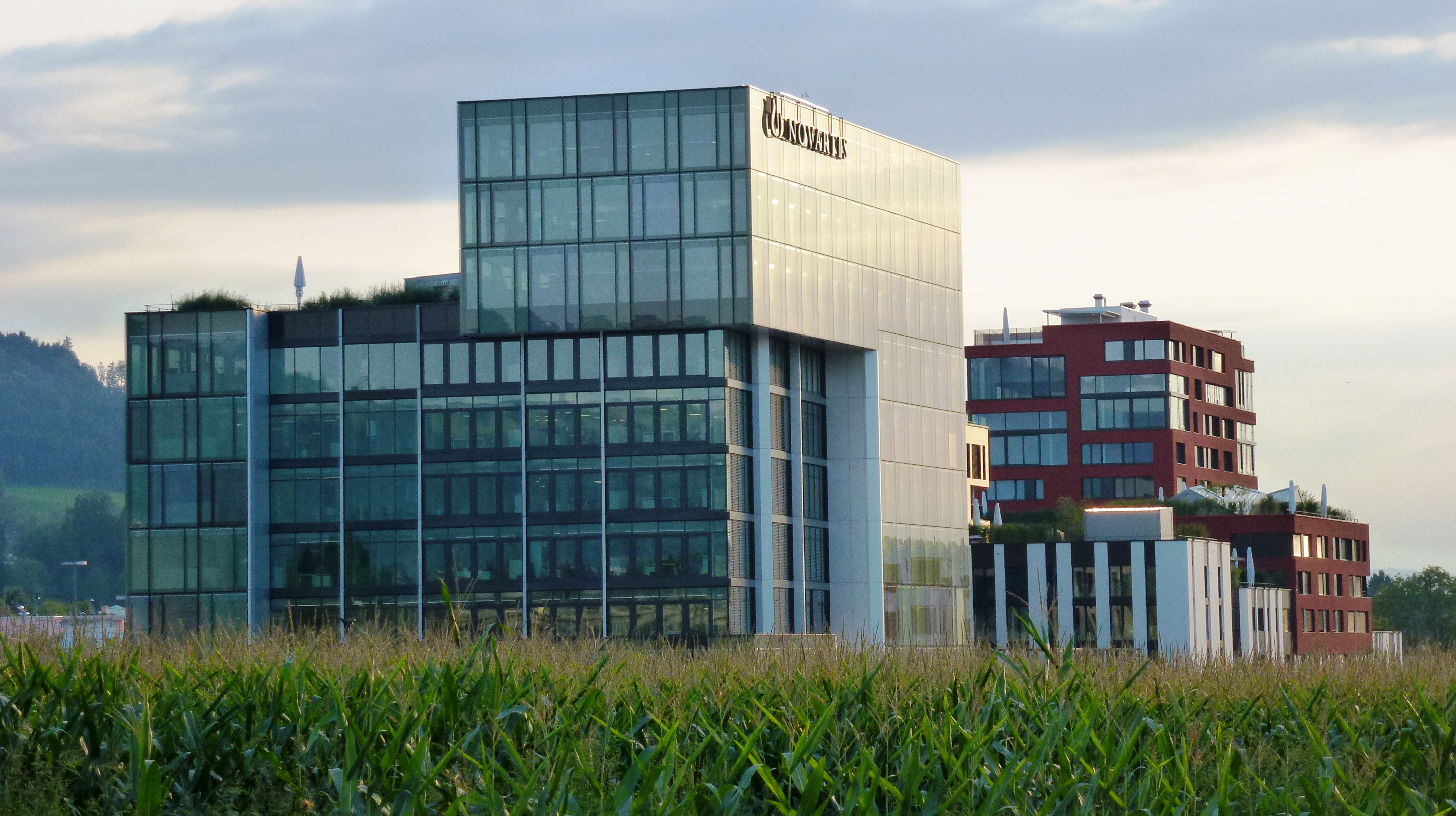
کارخانه نوارتیس در سوئیس

داروسازی نوارتیس در سال ۱۹۹۶ از ادغام دو شرکت سیبا گایگی و شرکت ساندوز تشکیل شد. هر دو این شرکت‌ها دارای قدمت بسیاری بوده و مجموعاً نوارتیس را دارای تاریخچه عظیم ۲۵۰ ساله نمودند.

### سیبا گایگی
شرکت سیبا گایگی در سال ۱۹۷۱ در پی ادغام دو شرکت سیبا و گایگی راه‌اندازی شد، که هر یک از شرکت‌ها از قدیمی‌ترین تولیدکنندگان مواد شیمیایی و دارو در سوئیس و جهان به‌شمار می‌آیند.

#### گایگی
شرکت گایگی در سال ۱۷۵۸ توسط «یوهان رودولف گایگی-گموسوس» (۱۷۳۳–۱۷۹۳) تجارت در زمینه مواد معدنی و شیمیایی، رنگ و دارو را در بازل سوئیس آغاز کرده بود. در سال ۱۸۵۷ یوهان رودولف گایگی-مریان (۱۸۳۰–۱۹۱۷) کنترل شرکت را در دست گرفت و با مشارکت یوهان مولر-پاک کارخانه تولید رنگ شرکت گایکی را افتتاح کرد. مواد شیمیایی تولید شده در این شرکت، در رنگرزی ابریشم مورد استفاده قرار می‌گرفت.
در سال ۱۹۳۹، «پل هرمان مولر» شیمی‌دان شرکت گایگی دریافت که ددت برای مقابله با حشرات ناقل مالاریا مؤثر است. او جایزه نوبل فیزیولوژی و پزشکی را در سال ۱۹۴۸ به خاطر همین اکتشاف از آن خود کرد.

#### سیبا
در سال ۱۸۵۹ توسط الکساندر کلاول (۱۸۰۵–۱۸۷۳) تأسیس شد. این شرکت فعالیت خود را با احداث کارخانه تولید فوچسین در شهر بازل آغاز نمود. در سال ۱۸۷۳ کلاول کارخانه و کلیه دارایی‌های شرکتش را به شرکت باندشدلر اند بوش فروخت و در پی آن، نام این شرکت به شرکت صنایع شیمیایی بازل تغییر پیدا کرد. سپس در سال ۱۹۴۵ نام شرکت به سیبا تغییر یافت، که سرانجام پس از ۲۶ سال، در ۱۹۷۱ با گایگی ادغام شده و شرکت سیبا گایگی را ایجاد کردند.

### ساندوز

#### کرن اند ساندوز
بنگاه شیمیایی کرن اند ساندوز (Kern and Sandoz) در سال ۱۸۸۶ توسط «آلفرد کرن» (۱۸۵۰–۱۸۹۳) و «ادوارد ساندوز» (۱۸۵۳–۱۹۲۸) تأسیس و شروع به تولید داروهای صناعی در شهر بازل کرد. این شرکت با تولید محصولات و داروهایی مانند سیکلوسپورین، پیوند اندام، داروهای ضدروان‌پریشی، کلوزاپین، تی اتیل پرازین و تیوریدازین به شهرت رسید.

#### ساندوز آگ
در سال ۱۸۹۵ پس از درگذشت کرن، تمام شرکت به ساندوز رسید و او به تولید داروی «آنتی پیرین» برای کاهش تب پرداخت. چهار سال بعد، ساخارین به عنوان جایگزینی برای قند از سوی ساندوز تولید شد. سایر تحقیقات دارویی این شرکت از سال ۱۹۱۷ تحت نظر پروفسور «آرتور استول» (۱۸۸۷–۱۹۷۱) آغاز شد.
در سال ۱۹۲۹ شرکت ساندوز تولید مواد شیمیایی را برای تولید پارچه، کاغذ و چرم آغاز نمود. در ۱۹۳۹ نیز تولید مواد شیمیایی برای کشاورزی شروع شد. داروی روان‌گردان ال‌اس‌دی نخستین بار در آزمایشگاه‌های شرکت ساندوز و توسط آلبرت هوفمان و آرتور استول در سال ۱۹۴۳ کشف گردید.
در ۱۹۶۷ ساندوز با وندر آگ ادغام شد، سپس اقدام به خریداری شرکت‌های دلمارک، واسابرود و گیربر نمود.

### نوارتیس
در سال ۱۹۹۶ این دو شرکت با هم ادغام شدند و شرکت نوارتیس را ایجاد کردند. نوارتیس نخست به سازماندهی مجدد واحدهای خود پرداخت. در سال ۱۹۹۸ نیز با همکاری دانشکده میکروبیولوژی دانشگاه کالیفرنیا، برکلی شروع به دریافت مجوزهای مختلف زیست‌فناوری کرد. حوزه کشاورزی این شرکت در سال ۲۰۰۳ با قسمت مشابه شرکت آسترازنکا متحد شده و شرکت جدیدی به نام سینگنتا را تشکیل داد.
نوارتیس در سال ۲۰۰۵ شرکت دارویی آلمانی هگزال و شرکت آمریکایی ایون لبز را به مبلغ پنج میلیارد و ۶۵۰ میلیون یورو خریداری کرد. صاحبنظران بورس شرکت‌های دارویی معتقدند، اتخاذ این تصمیم از سوی شرکت دارویی نوارتیس تصمیمی بزرگ اما از لحاظ راهبردی، هوشیارانه است. شرکت دارویی «هگزال» در سال ۲۰۰۴ میلادی یک میلیارد و ۶۵۰ میلیون دلار درآمد داشت و شمار کارکنان آن به هفت هزار تن می‌رسید.
شرکت «ایون لبز» نیز که ۵۰۰ نیروی فعال انسانی داشت، در آن سال ۴۳۱ میلیون دلار درآمد کسب کرده بود. نوارتیس آخرین شرکت چندملیتی بود که علاقه به سرمایه‌گذاری در بازار سریع واکسن‌ها در چین پیدا کرد. حتی یک تولیدکننده چینی را نیز خریداری نمود و به دنبال سرمایه‌گذاری بزرگی برای انجام تحقیقات خود بود.
این شرکت سوئیسی در سال ۲۰۰۹ حدود ۸۵۰ میلیون یوآن از سهام شرکت خصوصی Zhejiang Tianyuan واقع در شهر «هانگزو» در نزدیکی شانگهای را خریداری کرد. این تصاحب به افزایش حضور نوارتیس در کشور چین کمک شایانی نمود. این شرکت چینی تعداد معدودی واکسن آنفلوانزا و مننژیت به بازار وارد می‌کرد. «تیان یوان» درعرض دو سال گردش مالی خود را به بیش از دو برابر گذشته رسانیده بود و در سال ۲۰۰۸ ارزش آن حدود ۲۵ میلیون دلار برآورد می‌شد.
شرکت چینی از مزایایی چون ۴۰۰ کارمند، گواهینامه‌های معتبر GMP و امکانات مناسبی در بخش جدید برای واکسن‌های باکتریال برخوردار بود و پیش‌بینی می‌شد، که این قرارداد باعث افزایش ظرفیت تولید واکسن‌های مننگوکوکال کارخانه تا ۳۰ میلیون واحد گردد. نوارتیس همچنین ۲۵۰ میلیون دلار در تسهیلات تولیدی شهر چانگشو چین با هدف تمرکز روی توسعه مراحل ماده مؤثر و تحقیقات مرتبط با آن سرمایه‌گذاری نمود.
گرایش نوارتیس به این بازار، در پی افزایش حضور دیگر تولیدکنندگان معروف حوزه تولید واکسن در چین شکل گرفت. شرکت نوارتیس سومین تولیدکننده بزرگ جهان در حوزه واکسن با فروش سالانه بیش از یک میلیارد دلار می‌باشد.
در سال ۲۰۱۰ با توجه به فشارهای وارده از سوی مراجع قانونی و مناسب بودن قیمت‌ها، شرکت به دنبال منابعی برای سرمایه‌گذاری و حفظ موقعیت پایدار محصولات تولیدی خود می‌باشد و به تازگی برنامه‌های مشترکی با شرکت‌های دیگر، مثل تولید داروی آلزایمر و ارائه محصولاتی برای سرطان پروستات انجام داده است. خطوط تولید شرکت مشتمل بر واکسن‌های بیماری‌های ویروسی و باکتریایی، تیفوئید، دیفتری، کزاز و همچنین مننژیت است.
پژوهش‌های گسترده‌ای در حوزه‌های گوناگون مشتمل بر بیومارکرها، فارماکولوژی، پروتئومیکس و ژئومیکس انجام خواهد شد. این شرکت اکنون حدود ۱۰۰ هزار کارمند داشته و در سال گذشته میلادی درآمدی بالغ بر ۱۰ میلیارد دلار به دست آورده است.